# 12540 Picander
12540 Picander eller 1998 OU9 är en asteroid i huvudbältet som upptäcktes den 26 juli 1998 av den belgiske astronomen Eric W. Elst vid La Silla-observatoriet. Den är uppkallad efter den tyske författaren Christian Friedrich Henrici.
Asteroiden har en diameter på ungefär 7 kilometer och den tillhör asteroidgruppen Koronis.